# Global Management Challenge
Global Management Challenge (GMC) to największy na świecie konkurs oparty na symulacji biznesowej.
Konkurs ten znany jest również pod nazwami Euromamanger, Gestion, Global Management, World-wide Management (w zależności od kraju, w którym się odbywa).
Idea konkursu zrodziła się w Portugalii. Po raz pierwszy konkurs GMC odbył się w 1980 roku. Wg stanu na 2008 bierze w nim udział 28 państw.
Celem symulacji jest osiągnięcie jak najwyższej wartości akcji zarządzanego przedsiębiorstwa na wirtualnej giełdzie.
Treść tego artykułu należy opracować w taki sposób, aby nie uwypuklała nadmiernie polskiej specyfiki / aby nie zawężała się tylko do polskich warunków
 Po wyeliminowaniu niedoskonałości należy usunąć szablon {{Dopracować}} z tego artykułu.
W Polsce organizowany od 2000 roku.
Sukcesy polskich drużyn w finałach światowych GMC:
- VI miejsce zespołu "Aqulia", studentów Uniwersytetu Gdańskiego, w edycji GMC 2002 w Makau
- VII miejsce zespołu „GROSZ”, studentów Szkoły Głównej Handlowej, w edycji GMC 2003 na Maderze
- I miejsce zespołu Index 2.0, studentów Akademii Ekonomicznej w Krakowie, w edycji GMC 2004 w Lizbonie
- II miejsce zespołu GRoM w finale edycji GMC 2005 w Warszawie
- II miejsce zespołu studencko-menedżerskiego SIGMA w finale edycji GMC 2006 w Makau.
- IV miejsce zespołu Warsaw Leaders, studentów Uniwersytetu Warszawskiego, w edycji GMC 2007 w Bukareszcie.
- II miejsce zespołu APVP, studentów Informatyki Uniwersytetu Warszawskiego, w edycji GMC 2008 w Lizbonie
- IV miejsce zespołu Guachanche barracuda, studentów Uniwersytetu Warszawskiego i Szkoły Głównej Handlowej, w finale edycji GMC 2010 w Makau.
- I miejsce zespołu Kup Teraz, studentów Uniwersytetu Warszawskiego i pracowników Allegro (jako reprezentacja Słowacji), w finale edycji GMC 2010 w Makau